# Fatima Ronquillo
Fatima Ronquillo (ur. 1976, San Fernando, Pampagna) – filipińska malarka, tworząca w Nowym Meksyku.

## Życiorys
Fatima Ronquillo urodziła się w San Fernando, w prowincji Pampagna na Filipinach w 1976 roku. Jako dziecko w 1987 roku wyemigrowała do Stanów Zjednoczonych Ameryki, gdzie razem z rodziną osiedliła się w San Antonio w Teksasie. Mieszka i pracuje w Santa Fe w Nowym Meksyku.

## Twórczość
Pierwsze prace zaczęła wystawiać w wieku 15 lat. Jest samouczką, nie posiada formalnego wykształcenia artystycznego poza warsztatami malarskimi (murale) sponsorowanym przez San Antonio Museum of Art. Charakterystyczne dla jej twórczości jest korzystanie z wzorów tradycyjnej akademickiej spuścizny i łączenie jej z tajemniczymi postaciami o dziecięcej fizjonomii w duchu magicznego realizmu, z widocznymi elementami pierwiastków ludowej i kolonialnej wyobraźni. Tłem jej obrazów są idylliczne pejzaże dopełniające nastoju, w którym wyczuwa się ładunek dramatu i żartu równocześnie.
Jej twórczość charakteryzuje się połączeniem tradycyjnych technik malarskich ze współczesną wrażliwością, dzięki którym kreuje świat, w których historia sztuki spotyka się z fikcyjnymi postaciami z literatury, teatru i opery. Jej obrazy znajdują się w kolekcjach prywatnych i publicznych na całym świecie. Obrazy Fatimy Ronquillo pojawiły się w wielu publikacjach artystycznych, w tym w American Arts Quarterly, Southwest Art i American Art Collector, a także w magazynach modowych The Cut/New York Magazine, Vogue Gioiello, Marie Claire i A Magazine Curated By Alessandro Michele.
Brała udział w 25 wystawach grupowych oraz 21 indywidualnych.

### Wystawy indywidualne (wybrane)
(wg źródła)
- Florilegium, Meyer Gallery, Park City, Utah, 2020,
- Spellbound, Meyer Gallery, Santa Fe, New Mexico, 2019,
- Arcadia, Meyer Gallery, Santa Fe, NM, 2018,
- Mythologies, Meyer Gallery, Park City, Utah, 2018,
- Mad Enchantment, Meyer Gallery, Santa Fe, New Mexico, 2017,
- Flora and Fauna, Meyer Gallery, Santa Fe, New Mexico, 2016,
- Reveries, Meyer East Gallery, Santa Fe, New Mexico, 2015.

### Nagrody
(wg źródła)
- Official Poster Artist, 20th Annual Texas Book Festival, 2015,
- Artist Fellowship Grant, City of Ventura Cultural Arts Grants Program, Ventura, California, 2002.